# František Dobeš
František Dobeš (17. prosince 1895, Střítež nad Bečvou – 15. března 1975, Valašské Meziříčí) byl český spisovatel, vlastivědný pracovník a historik, autor knihy o Stříteži nad Bečvou.

## Život
Narodil se na střítežském fojství, jako syn Františka  Dobeše a jeho manželky Anny, roz.Jadrníčkové. Jeho rodina pocházela z velmi starého rodu střítežských fojtů.
Od roku 1920 pracoval jako prokurista firmy Křižan a spol. ve Valašském Meziříčí. Po druhé světové válce byl jmenován ředitelem pily a tuto činnost vykonával až do začátku padesátých let 20. století. Byl sběratelem a podporovatelem umění, sbíral zejména obrazy. Na jeho pozvání navštívila Valašské Meziříčí řada významných umělců, hlavně malířů, i herců. Byl dvakrát ženatý, z prvního manželství měl tři syny.

## Dílo
Jeho hlavním dílem je pětidílná Kniha o Stříteži, kterou autor vydal vlastním nákladem v letech 1945–1947. V této rozsáhlé publikaci znamenitě a velmi podrobně zpracoval historii Stříteže, historii střítežských Dobšů a střítežských fojtů. Kniha obsahuje také množství příloh a historických fotografií.
Dalším jeho dílem je Kronika rodu Dobešů ze Stříteže nad Bečvou (vydáno vlastním nákladem 1941). K publikaci Valašské Meziříčí v pamětech třicetileté války (autor František Dostál, vydalo Krajské nakladatelství Ostrava, 1962). Ve spolupráci s J. Janovským vytvořil knihu o historii Reichových skláren v Krásně. Dále zpracoval historii Křižanovy pily, a mnoho dalších.
Zpracoval též podrobně dějiny svého rodu od roku 1528.